# Meunasah Bueng
Meunasah Bueng is een bestuurslaag in het regentschap Pidie Jaya van de provincie Atjeh, Indonesië. Meunasah Bueng telt 442 inwoners (volkstelling 2010).